# Загай (Бистриця-об-Сотлі)
Загай (словен. Zagaj) — поселення в общині Бистриця-об-Сотлі, Савинський регіон, Словенія. 
Висота над рівнем моря: 204,3 м.